# Huangshan Maofeng

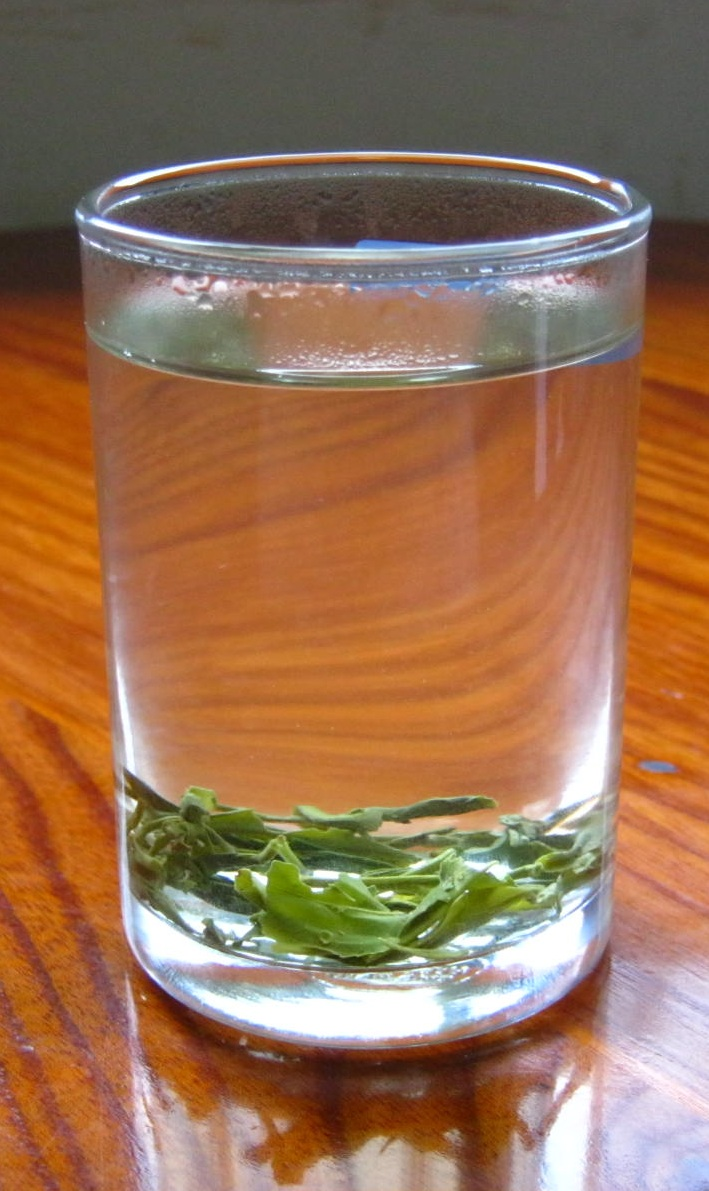
Een glas Huangshan Maofeng

Huangshan Maofeng (vereenvoudigd Chinees: 黄山毛峰; traditioneel Chinees: 黃山毛峯 of 黄山毛峰; pinyin: huángshān máofēng) is een groene thee die wordt geproduceerd In de omgeving van Huangshan, een bergketen in het zuidoosten van de Chinese provincie Anhui. Het is een van de bekendste theesoorten in het land.

## Eigenschappen
De thee wordt gemaakt van bladknoppen en jonge bladeren van de theeplant. De gedroogde bladeren zijn geelgroen, slank en licht opgerold. Ze hebben een kruidige geur.
Huangshan Maofeng betekent letterlijk 'Huangshan haar-piek'. De thee dankt deze naam aan de witte donsharen op de jonge bladtoppen en de gelijkenis van de gedroogde bladeren met de grillige rotspieken van Huangshan.
Tijdens het trekken wordt de thee licht geelgroen en helder van kleur, met een perzikachtig aroma. De smaak is rijk  fruitig en licht nootachtig.

## Productie

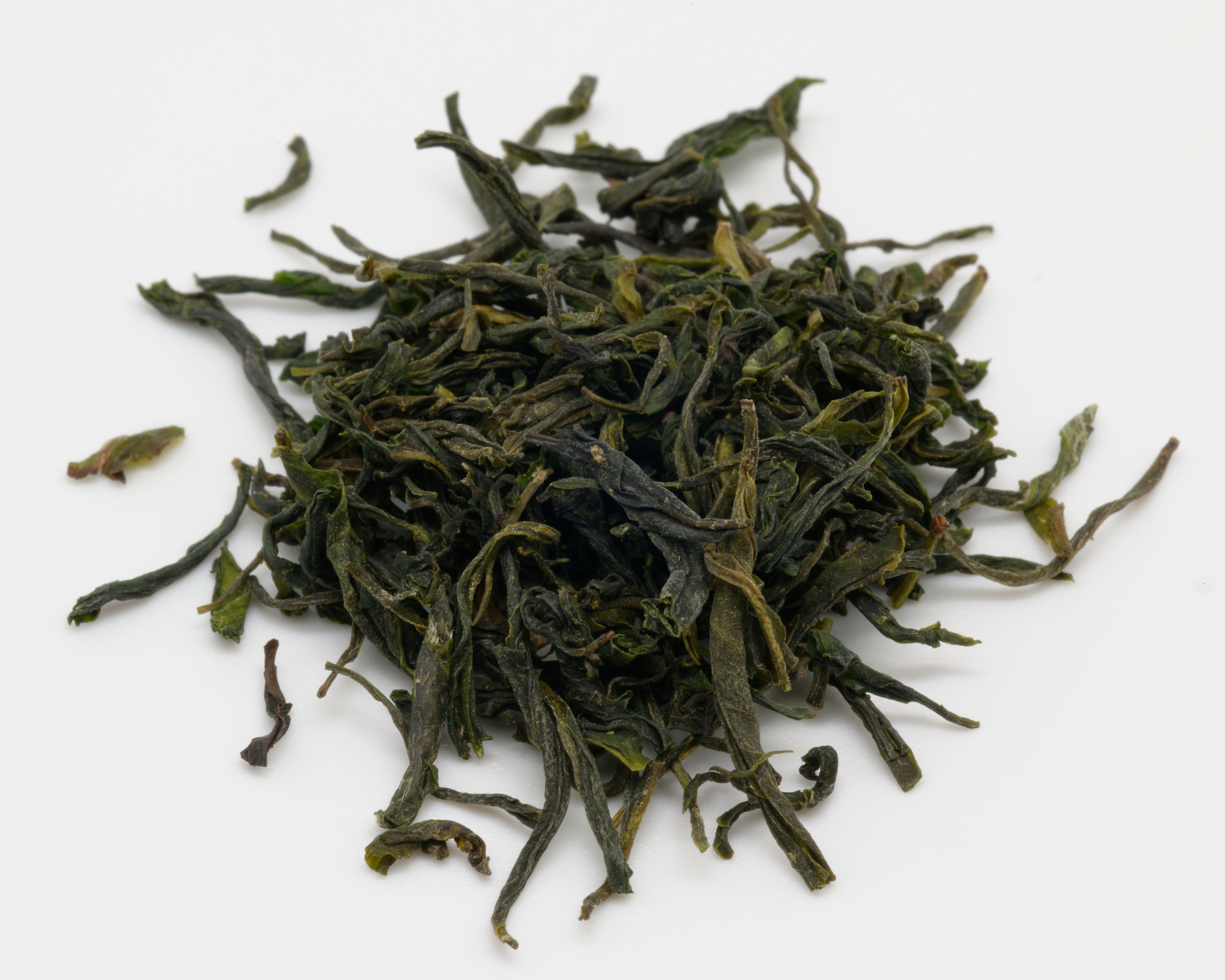
Huangshan Maofeng-theebladeren

De theebladeren worden tussen wilde perzikbomen geteeld op de hellingen van Huangshan. Deze bergketen is met zijn vochtig klimaat een van China's belangrijkste gebieden voor de theeproductie en kent een verscheidenheid aan variëteiten van groene thee. Huangshan Maofeng is met name afkomstig van de omgeving van de Taohuafeng (Perzikbloesempiek). Deze rotspiek kenmerkt zich door zijn grote hoogte, dichte bossen en dichte mist, waardoor de theeplanten relatief weinig licht krijgen.
De theebladeren met de hoogste kwaliteit  worden geplukt in de vroege lente, traditioneel nog vóór het Qingmingfestival, dat 4 of 5 april wordt gehouden. Alleen de bladknoppen en de bladeren er direct naast worden verzameld. Ze worden nog dezelfde dag in de stad Huangshan gestoomd, gerold en gebakken. Hierdoor wordt oxidatie van de bladeren beperkt.

## Legende
De legende over de oorsprong van Huangshan Maofeng verhaalt over een jonge theeplukster die verliefd was op een jongen uit haar dorp. Een tiran ontvoerde haar om haar zijn concubine te maken, maar het meisje wist te ontsnappen. Terug in haar dorp ontdekte ze dat de tiran haar geliefde had vermoord. Diep in Huangshan vond het meisje zijn lichaam terug. Ze huilde zoveel dat haar tranen in regen veranderde en haar gestorven geliefde in een theeplant veranderde.